# Општина Балцатешти (Њамц)
Балцатешти (рум. Bălţăteşti) општина је у Румунији у округу Њамц.
Oпштина се налази на надморској висини од 443 m.